# Collegio elettorale di Chivasso (Camera dei deputati)
Il collegio di Chivasso fu un collegio elettorale uninominale della Repubblica Italiana per l'elezione della Camera dei deputati. Apparteneva alla Circoscrizione Piemonte 1 e fu utilizzato per eleggere un deputato nella XII, XIII e XIV legislatura.
Venne istituito nel 1993 con la cosiddetta Legge Mattarella (Legge n. 277, Nuove norme per l'elezione della Camera dei deputati), attuata in seguito al referendum abrogativo del 1993. La legge istituì per la Camera dei deputati e per il Senato della Repubblica un sistema di elezione misto, in parte maggioritario e in parte proporzionale. Il 75% dei parlamentari dell'assemblea veniva eletto in collegi uninominali tramite sistema maggioritario a turno unico; il restante 25% alla Camera veniva eletto tramite sistema proporzionale con liste bloccate.
Il collegio venne abolito insieme a tutti gli altri che costituivano la Camera con la promulgazione della legge elettorale successiva, la cosiddetta Legge Calderoli. Questa prevedeva un sistema proporzionale con premio di maggioranza, che alla Camera veniva attribuito a livello nazionale.

## Territorio
Il collegio di Chivasso era uno dei 36 collegi uninominali in cui era suddiviso il Piemonte e, come previsto dal D.Lgs. del 20 dicembre 1993 n. 536, era interamente compreso nella provincia di Torino e comprendeva i seguenti comuni: Brandizzo, Brozolo, Brusasco, Caluso, Casalborgone, Castagneto Po, Cavagnolo, Chivasso, Foglizzo, Lauriano, Leini, Lombardore, Mazzè, Montanaro, Monteu da Po, Rivarossa, Rondissone, San Benigno Canavese e San Raffaele Cimena.

## Eletti
| Elezione | Elezione | Deputato          | Partito                  |
| -------- | -------- | ----------------- | ------------------------ |
|          | 1994     | Michele Vietti    | Polo delle Libertà (UdC) |
|          | 1996     | Renato Cambursano | L'Ulivo (PPI)            |
|          | 2001     | Mauro Chianale    | L'Ulivo (DS)             |

## Dati elettorali

### XII legislatura

#### Risultati proporzionale
| Coalizioni        | Coalizioni           | Liste                           | Liste                              | Voti   | %     |
| ----------------- | -------------------- | ------------------------------- | ---------------------------------- | ------ | ----- |
|                   | Polo delle Libertà   |                                 | Forza Italia                       | 21.009 | 27,91 |
|                   | Polo delle Libertà   | Lega Nord                       | 10.494                             | 13,94  |       |
| Totale Coalizione | Totale Coalizione    | 31.503                          | 41,85                              |        |       |
|                   | Progressisti         |                                 | Partito Democratico della Sinistra | 13.444 | 17,86 |
|                   | Progressisti         | Rifondazione Comunista          | 4.564                              | 6,06   |       |
|                   | Progressisti         | La Rete - Movimento Democratico | 1.655                              | 2,20   |       |
|                   | Progressisti         | Federazione dei Verdi           | 1.641                              | 2,18   |       |
|                   | Progressisti         | Partito Socialista Italiano     | 1.379                              | 1,83   |       |
|                   | Progressisti         | Alleanza Democratica            | 829                                | 1,10   |       |
| Totale coalizione | Totale coalizione    | 23.512                          | 31,23                              |        |       |
|                   | Patto per l'Italia   |                                 | Partito Popolare Italiano          | 7.920  | 10,52 |
|                   | Alleanza Nazionale   | Alleanza Nazionale              | Alleanza Nazionale                 | 6.990  | 9,29  |
|                   | Lista Pannella       | Lista Pannella                  | Lista Pannella                     | 3.151  | 4,19  |
|                   | Verdi Verdi          | Verdi Verdi                     | Verdi Verdi                        | 1.366  | 1,81  |
|                   | Lega per il Piemonte | Lega per il Piemonte            | Lega per il Piemonte               | 565    | 0,75  |
|                   | Rinnovamento         | Rinnovamento                    | Rinnovamento                       | 257    | 0,34  |
| Totale            | Totale               | Totale                          | Totale                             | 75.264 |       |

#### Risultati uninominale
|                               | Michele Vietti ✔️ Eletto | Polo delle Libertà (FI - LN - CCD - UDC) | 33 235 | 44,31 |  |  |  |  |  |
|                               | Oscar Bertetto           | Progressisti                             | 23 231 | 30,97 |  |  |  |  |  |
|                               | Luigi Bertolino          | Patto per l'Italia                       | 10 091 | 13,45 |  |  |  |  |  |
|                               | Antonio D'Ambrosio       | Alleanza Nazionale                       | 8 449  | 11,26 |  |  |  |  |  |
| Totale                        | Totale                   | Totale                                   | 75 006 | 100   |  |  |  |  |  |
|                               |                          |                                          |        |       |  |  |  |  |  |
| Fonte: Ministero dell'interno |                          |                                          |        |       |  |  |  |  |  |

### XIII legislatura

#### Risultati proporzionale
| Coalizioni        | Coalizioni              | Liste                                     | Liste                              | Voti   | %     |
| ----------------- | ----------------------- | ----------------------------------------- | ---------------------------------- | ------ | ----- |
|                   | Polo per le Libertà     |                                           | Forza Italia                       | 13.102 | 18,01 |
|                   | Polo per le Libertà     | Alleanza Nazionale                        | 9.234                              | 12,69  |       |
|                   | Polo per le Libertà     | CCD-CDU                                   | 4.877                              | 6,70   |       |
| Totale coalizione | Totale coalizione       | 27.213                                    | 37,40                              |        |       |
|                   | L'Ulivo                 |                                           | Partito Democratico della Sinistra | 11.705 | 16,09 |
|                   | L'Ulivo                 | Rinnovamento Italiano                     | 3.453                              | 4,75   |       |
|                   | L'Ulivo                 | Popolari per Prodi (PPI-SVP-PRI-UD-Prodi) | 3.378                              | 4,64   |       |
|                   | L'Ulivo                 | Federazione dei Verdi                     | 1.346                              | 1,85   |       |
| Totale coalizione | Totale coalizione       | 19.882                                    | 27,33                              |        |       |
|                   | Lega Nord               | Lega Nord                                 | Lega Nord                          | 11.505 | 15,82 |
|                   | Progressisti            |                                           | Rifondazione Comunista             | 8.770  | 12,06 |
|                   | Nuove Energie           | Nuove Energie                             | Nuove Energie                      | 2.458  | 3,38  |
|                   | Lista Pannella - Sgarbi | Lista Pannella - Sgarbi                   | Lista Pannella - Sgarbi            | 1.395  | 2,31  |
|                   | Verdi Verdi             | Verdi Verdi                               | Verdi Verdi                        | 933    | 1,28  |
|                   | Partito Socialista      | Partito Socialista                        | Partito Socialista                 | 364    | 0,50  |
|                   | Partito Federalista     | Partito Federalista                       | Partito Federalista                | 140    | 0,19  |
|                   | Partito Umanista        | Partito Umanista                          | Partito Umanista                   | 80     | 0,11  |
| Totale            | Totale                  | Totale                                    | Totale                             | 72.740 |       |

#### Risultati uninominale
|                               | Renato Cambursano ✔️ Eletto | L'Ulivo             | 31 153 | 42,98 |  |  |  |  |  |
|                               | Michele Vietti              | Polo per le Libertà | 25 076 | 34,59 |  |  |  |  |  |
|                               | Piero Sala                  | Lega Nord           | 12 324 | 17,00 |  |  |  |  |  |
|                               | Nevio Coral                 | Nuove Energie       | 3 933  | 5,43  |  |  |  |  |  |
| Totale                        | Totale                      | Totale              | 72 486 | 100   |  |  |  |  |  |
|                               |                             |                     |        |       |  |  |  |  |  |
| Fonte: Ministero dell'interno |                             |                     |        |       |  |  |  |  |  |

### XIV legislatura

#### Risultati proporzionale
| Coalizioni        | Coalizioni              | Liste                   | Liste                   | Voti   | %     |
| ----------------- | ----------------------- | ----------------------- | ----------------------- | ------ | ----- |
|                   | Casa delle Libertà      |                         | Forza Italia            | 23.012 | 31,42 |
|                   | Casa delle Libertà      | Alleanza Nazionale      | 7.457                   | 10,18  |       |
|                   | Casa delle Libertà      | Lega Nord               | 3.722                   | 5,08   |       |
|                   | Casa delle Libertà      | CCD-CDU                 | 1.667                   | 2,28   |       |
|                   | Casa delle Libertà      | Nuovo PSI               | 393                     | 0,54   |       |
| Totale coalizione | Totale coalizione       | 36.251                  | 49,0                    |        |       |
|                   | L'Ulivo                 |                         | La Margherita           | 11.747 | 16,04 |
|                   | L'Ulivo                 | Democratici di Sinistra | 10.290                  | 14,05  |       |
|                   | L'Ulivo                 | Comunisti Italiani      | 1.106                   | 1,51   |       |
|                   | L'Ulivo                 | Il Girasole             | 863                     | 1,18   |       |
| Totale coalizione | Totale coalizione       | 24.006                  | 32,78                   |        |       |
|                   | Rifondazione Comunista  | Rifondazione Comunista  | Rifondazione Comunista  | 6.066  | 8,28  |
|                   | Lista Di Pietro         | Lista Di Pietro         | Lista Di Pietro         | 3.289  | 4,49  |
|                   | Lista Pannella - Bonino | Lista Pannella - Bonino | Lista Pannella - Bonino | 1.942  | 2,65  |
|                   | Verdi Verdi             | Verdi Verdi             | Verdi Verdi             | 835    | 1,14  |
|                   | Democrazia Europea      | Democrazia Europea      | Democrazia Europea      | 790    | 1,08  |
|                   | Abolizione scorporo     | Abolizione scorporo     | Abolizione scorporo     | 56     | 0,08  |
| Totale            | Totale                  | Totale                  | Totale                  | 73.235 |       |

#### Risultati uninominale
|                               | Mauro Chianale ✔️ Eletto | L'Ulivo            | 33 792 | 46,26 |  |  |  |  |  |
|                               | Nevio Coral              | Casa delle Libertà | 33 101 | 45,32 |  |  |  |  |  |
|                               | Patrizia Bugnano         | Lista Di Pietro    | 3 916  | 5,36  |  |  |  |  |  |
|                               | Mario Carletto           | Democrazia Europea | 2 232  | 3,06  |  |  |  |  |  |
| Totale                        | Totale                   | Totale             | 73 041 | 100   |  |  |  |  |  |
|                               |                          |                    |        |       |  |  |  |  |  |
| Fonte: Ministero dell'interno |                          |                    |        |       |  |  |  |  |  |